# Eberhard Trautner
Eberhard Trautner (Stoccarda, 7 febbraio 1967) è un ex calciatore tedesco, di ruolo portiere.

## Carriera
Ha giocato per 15 stagioni sempre nello Stoccarda, come portiere di riserva. Vinse un campionato e una Coppa di Germania.

## Palmarès

### Club

#### Competizioni nazionali
- Bundesliga: 1

Stoccarda: 1991-1992
- Coppa di Germania: 1

Stoccarda: 1996-1997